# Szczecin Niemierzyn
Szczecin Niemierzyn egy lengyelországi vasútállomás Szczecin városban, melyet az SKM Szczecin üzemeltet.

## Szomszédos állomások
A vasútállomáshoz az alábbi állomások vannak a legközelebb:

## Vasútvonalak
Az állomást az alábbi vasútvonalak érintik:
- Szczecini városi vasút

## Átszállási lehetőségek
- 3-as villamos